# 18・29〜妻が突然18才!?
『18・29〜妻が突然18才!?』は、韓国のテレビドラマ。韓国では2005年3月7日から4月26日までにKBS第2テレビジョンで放送された。

## あらすじ
夫と別れたいと思っていたユ・ヘチャンは、交通事故のせいで精神が18歳のころに戻ってしまった。

## 登場人物
ユ・ヘチャン
演：パク・ソニョン/パク・ミンジ（高校時代）
主人公である専業主婦。サンヨンの妻で、忙しい夫との会話ができずいら立ち離婚しようと思った矢先に交通事故に遭った。
カン・サンヨン
演：リュ・スヨン/シウォン（高校時代）
カン・ボンマンという芸名で活動している俳優で、ヘチャンの夫。
高校時代はヘチャンとの仲は悪かった。
シン・ジヨン
演：パク・ウネ
キム・ヌン
演：イ・ジュンムン
ヘチャンに気のある高校生。
カン・チス
演：シン・グ
サンヨンの祖父で、通称"大魔王"。
ユ・ヘウォン
演：チョ・ウンジ
ヘチャンの妹。

### 日本語版吹き替え
- ユ・ヘチャン:日髙のり子
- カン・サンヨン:島田朋尚
- シン・ジヨン:福井裕佳梨
- キム・ヌン : 泰勇気
- ユ・ヘウォン:黒川万由美
- イム・ジオク:山口由里子
- ソ・ユノ:浅科准平
- キム・ソンミ:樋口智恵子
- パク・スンニョ:加良まゆみ
- パン監督:雨宮弘樹
- ウンジ:星間美佳
- カン・ボンギュ:東州真央
- カン・チス:原聖
- ミア:原愛紗実
- チェ記者:大倉伸介
- ヨンジュ:栗田かおり
- チョン・シウ:手塚ヒロミチ